# 안드레아 민구치
안드레아 민구치(이탈리아어: Andrea Minguzzi, 1982년 2월 1일~)는 이탈리아의 전직 레슬링 선수이다. 2008년 하계 올림픽에서 그레코로만형 미들급 금메달을 획득하였다.

## 어린 시절
1982년 에밀리아로마냐주의 카스텔산피에트로테르메에서 태어났다. 아버지인 마시모 민구치는 이탈리아 레슬링 국가대표 선수였으며 어머니인 클레멘티나는 배구 선수로 활동했다. 동생인 루카와 미르코도 레슬링 선수이다.

## 경력
선수 경력 초기에는 플라치 부바노와 아틀레티코 치사에서 활동했으며 아틀레티코 치사 소속 시절에는 올림픽 금메달리스트 출신인 빈첸초 마엔차의 지도를 받았다. 1999년에는 이탈리아 유소년 국가대표로 발탁되었으며 이후 2004년 경찰 스포츠팀인 피암메 오로 레슬링부에 입단했다.
2008년 베이징에서 열린 2008년 하계 올림픽 그레코로만형 미들급에서 헝가리의 포도르 졸탄을 꺾으며 금메달을 획득했다.
2017년 이탈리아 선수권 대회에서 11번째 금메달을 획득한 후 현역에서 은퇴했다. 은퇴 후 피암메 오로 레슬링부 코치가 되었으며 레슬링 해설자로 활동하고 있다.

## 개인사
2015년에 클라우디아 볼타(이탈리아어: Claudia Volta)와 결혼하여 두 아들 에도아르도(이탈리아어: Edoardo)와 그레고리오(이탈리아어: Gregorio)를 두었다.